# Rhynchostegium lindmanii
Rhynchostegium lindmanii är en bladmossart som beskrevs av Jean Édouard Gabriel Narcisse Paris 1905. Rhynchostegium lindmanii ingår i släktet näbbmossor, och familjen Brachytheciaceae. Inga underarter finns listade i Catalogue of Life.